# 古河市立三和東中学校
古河市立三和東中学校（こがしりつ さんわひがしちゅうがっこう、正式名称 : 茨城県古河市立三和東中学校〈いばらきけん こがしりつ さんわひがしちゅうがっこう〉）は、茨城県古河市尾崎にある公立中学校である。

## 概要
1987年（昭和62年）4月1日に古河市立三和中学校の生徒数増加に伴い、分離して開校した公立中学校である。また、古河市内の中学校では設立年が一番新しい中学校でもある。また、本校に在籍している生徒の通称は「東中生」（ひがしちゅうせい）または「三東生」（さんひがせい）と言う。

## 沿革（三和中学校分離前）
- 1947年（昭和22年）4月1日 - 結城郡名崎村立名崎中学校が創立される。
- 1955年（昭和30年）2月11日 - 町村の合併により、猿島郡三和村立名崎中学校と改称する。
- 1958年（昭和33年）4月1日 - 幸島中学校・八俣中学校・名崎中学校の3中学校を統合し、三和村立三和中学校が発足する。
- 1969年（昭和44年）1月1日 - 町制施行により、猿島郡三和町立三和中学校となる。

## 沿革（三和中学校分離後）

### 茨城県猿島郡三和町立三和東中学校時代（1987年〜2005年）
- 1986年（昭和61年）7月 - 校舎着工。
- 1987年（昭和62年）3月 - 校舎、体育館竣工。
- 1987年（昭和62年）4月1日 - 生徒数の増加に伴い三和中学校より分離。茨城県猿島郡三和町立三和東中学校が設立される[1]。
- 1987年（昭和62年）5月28日 - 創立。
- 1987年（昭和62年）7月 - プール小屋竣工。
- 1987年（昭和62年）11月1日 - 金工・木工室が完成する。
- 1987年（昭和62年）12月20日 - 植樹が完成する。
- 1988年（昭和63年）3月30日 - 校旗・校歌・歌碑が制定委員会より寄贈される。
- 1989年（平成元年）4月1日 - 県初任者研修試行研究指定。県体力づくり地域研究指定の委嘱を受ける。
- 1990年（平成2年）3月14日 - 卒業記念像・ロダン「考える人」の寄贈を受ける。
- 1991年（平成3年）3月25日 - 真誠館が完成する。
- 1993年（平成5年）3月19日 - 校舎増改築が終わる。
- 1995年度（平成7年度）〜1996年度（平成8年度） - 県指定特殊教育諸学校姉妹校交流事業の委嘱を受ける。
- 1996年（平成8年）11月1日 - 創立10周年記念式典を行う。
- 2001年（平成13年）4月1日 - 県指定新しい時代を拓く学校教育支援事業の委嘱を受ける。
- 2001年（平成13年）8月13日 - 剣道女子団体が関東大会ベスト8に輝く。
- 2002年（平成14年）7月2日 - 町教育研究会研究指定発表会を開く。

### 茨城県古河市立三和東中学校時代（2005年〜現在）
- 2005年（平成17年）9月12日 - 三和町・総和町・古河市の3市町合併により、茨城県古河市立三和東中学校と改称する。

## 校歌
曲名：輝いて生きる日の歌
作詞：こわせたまみ
作曲：中田喜直

## 委員会
2024年度現在、7個の委員会がある。
- 保健委員会
- 体育委員会
- 図書委員会
- 放送委員会
- 給食委員会
- 環境委員会
- 生徒会本部

## 部活動
2024年度現在、男女含めて9個の部活動がある。

### 運動部
- 男子ソフトテニス部
- 女子ソフトテニス部
- 卓球部
- 女子バレーボール部
- バドミントン部
- 女子バスケットボール部
- サッカー部

### 文化部
- 吹奏楽部
- 創作活動部

## 学校行事
- 4月 - 進級式、1学期始業式、新任式、入学式
- 5月 - 体育祭
- 6月 - 特になし
- 7月 - 1学期終業式
- 8月 - 特になし
- 9月 - 2学期始業式
- 10月 - 東輝祭（文化祭）※11月開催年の場合もある。
- 11月 - 東輝祭（文化祭）※10月開催年の場合もある。
- 12月 - 2学期終業式
- 1月 - 3学期始業式
- 2月 - 特になし
- 3月 - 3年生を送る会、卒業式、修了式、離任式

## 進学前小学校
- 古河市立名崎小学校[3]
古河市で一番東にある小学校であり、開校年が古河市内で4番目に古い（1875年開校）小学校でもある。

## アクセス
- 国道125号線尾崎交差点を南に入り、車で約2分
- 東日本旅客鉄道東北本線 古河駅より、車で約50分
- 国道4号線バイパスより、車で約15分